# Sébastien Tellier

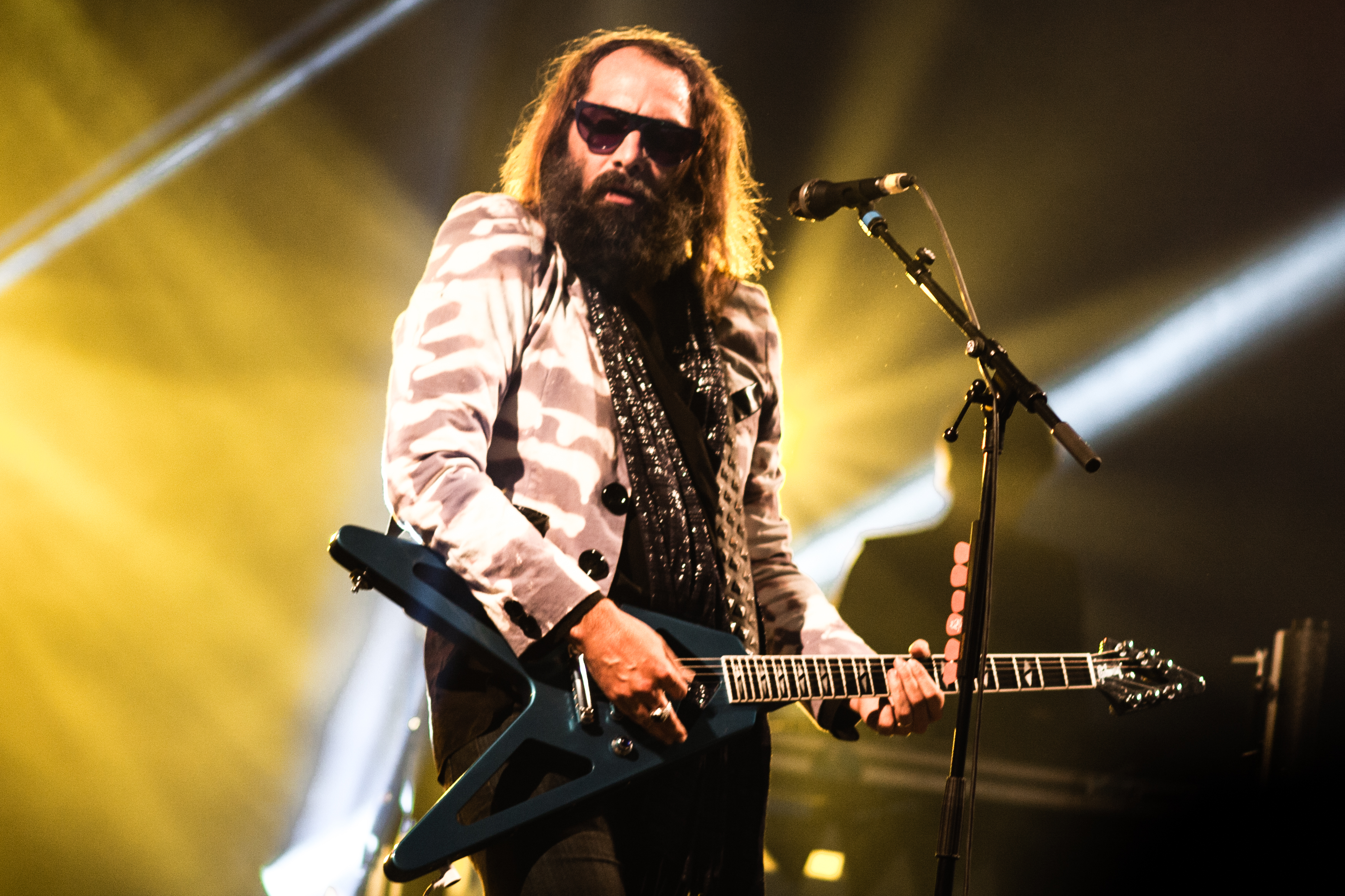
Tellier live beim Dour Festival 2012

Sébastien Tellier (* 22. Februar 1975 in Le Plessis-Bouchard) ist ein französischer Sänger und Songwriter.

## Leben
Sein erstes Album, L'incroyable vérité, erschien 2001. Tellier ging mit Air auf Tournee, um sein Album zu bewerben. Der Song Fantino wurde von Sofia Coppola für den Soundtrack von Lost in Translation verwendet. Als nächstes Album erschien 2004 Politics. Der bekannteste Song von Politics war La Ritournelle, an dem der nigerianische Drummer Tony Allen mitwirkte, der später mit Damon Albarn beim Projekt The Good, the Bad & the Queen arbeitete. Das Album Sessions (2006) wurde für den englischen Markt unter dem Titel Universe leicht abgeändert herausgegeben. Sein viertes Studioalbum Sexuality wurde von Guy-Manuel de Homem-Christo von Daft Punk produziert. 
Das Lied „L'amour et la violence“ wurde 2011 zur musikalischen Untermalung eines Werbespots der Caritas benutzt.
Am 7. März 2008 kündigte Bruno Berberes, Leiter der EBU-Delegation in Frankreich, an, dass Tellier Frankreich mit dem Song Divine beim 53. Eurovision Song Contest (ESC) vertritt, der am 24. Mai 2008 in Belgrad stattfand. Dabei nahm Frankreich zum ersten Mal mit einem fast rein englischsprachigen Song teil, was im Land Kritik hervorrief. Im Finale des ESC belegte Tellier schließlich beim Sieg des Russen Dima Bilan einen 18. Platz. Tellier sagte über den Song, dass es ein Tribut „an die Beach Boys und die Juicy Fruits“ (aus dem Film Das Phantom im Paradies, 1974) sei.

## Diskografie

### Alben
| Jahr | Titel               | Höchstplatzierung, Gesamtwochen, AuszeichnungChartplatzierungen (Jahr, Titel, Platzierungen, Wochen, Auszeichnungen, Anmerkungen) | Höchstplatzierung, Gesamtwochen, AuszeichnungChartplatzierungen (Jahr, Titel, Platzierungen, Wochen, Auszeichnungen, Anmerkungen) | Anmerkungen |
| Jahr | Titel               | FR | CH | Anmerkungen |
| ---- | ------------------- | --- | --- | ----------- |
| 2001 | L’incroyable Vérité | — | — |             |
| 2004 | Politics            | FR123 (4 Wo.)FR | — |             |
| 2006 | Sessions            | FR192 (2 Wo.)FR | — |             |
| 2008 | Sexuality           | FR33 (15 Wo.)FR | — |             |
| 2012 | My God Is Blue      | FR17 (7 Wo.)FR | — |             |
| 2013 | Confection          | FR52 (3 Wo.)FR | — |             |
| 2014 | L’aventura          | FR53 (2 Wo.)FR | — |             |
| 2020 | Domesticated        | FR117 (3 Wo.)FR | CH85 (1 Wo.)CH |             |

Weitere Alben
- 2006: Universe
- 2020: Simple Mind

### Singles
| Jahr | Titel Album                      | Höchstplatzierung, Gesamtwochen, AuszeichnungChartplatzierungen (Jahr, Titel, Album, Platzierungen, Wochen, Auszeichnungen, Anmerkungen) | Höchstplatzierung, Gesamtwochen, AuszeichnungChartplatzierungen (Jahr, Titel, Album, Platzierungen, Wochen, Auszeichnungen, Anmerkungen) | Höchstplatzierung, Gesamtwochen, AuszeichnungChartplatzierungen (Jahr, Titel, Album, Platzierungen, Wochen, Auszeichnungen, Anmerkungen) | Anmerkungen                       |
| Jahr | Titel Album                      | UK | FR | DE | Anmerkungen                       |
| ---- | -------------------------------- | --- | --- | --- | --------------------------------- |
| 2005 | La ritournelle Politics          | UK66 (2 Wo.)UK | FR167 (2 Wo.)FR | — | in Frankreich erst 2014 platziert |
| 2009 | Fingers of Steel Sexuality       | — | FR89 (3 Wo.)FR | — |                                   |
| 2011 | L’amour et la violence Sexuality | — | — | DE97 (2 Wo.)DE |                                   |
| 2012 | Cochon Ville My God Is Blue      | — | FR69 (3 Wo.)FR | — |                                   |
| 2013 | L’amour naissant Confection      | — | FR154 (2 Wo.)FR | — |                                   |